# Short track alla XXV Universiade invernale
Le gare di short track della XXV Universiade invernale si sono svolte dal 28 al 30 gennaio 2011, all'Università Atatürk di Erzurum, in Turchia. In programma otto eventi.

## Podi

### Uomini
| Evento           | Oro                                        | Tempo    | Argento                                                                              | Tempo    | Bronzo                                                                    | Tempo    |
| 500 m            | Thibaut Fauconnet                          | 41"544   | Liam McFarlane                                                                       | 41"874   | Gāo Míng                                                                  | 41"944   |
| 1000 m           | Kim Tae-hoon                               | 1'32"425 | Sui Baoku                                                                            | 1'32"672 | Kim Seoung-il                                                             | 1'32"720 |
| 1500 m           | Kim Hwan-Ee                                | 2'24"046 | Kim Tae-hoon                                                                         | 2'24"169 | Kim Seoung-il                                                             | 2'24"419 |
| Staffetta 5000 m | Cina Liu Songbo Sui Baoku Xu Peng Yang Fei | 7'05"813 | Canada Gabriel Chaisson-Poirier Vincent Cournoyer Pier-Olivier Gagnon Liam McFarlane | 7'06"359 | Francia Maxime Châtaignier Thibaut Fauconnet Vincent Jeanne Jeremy Masson | 7'06"469 |

### Donne
| Evento           | Oro                                                                            | Tempo    | Argento                                       | Tempo    | Bronzo                                                                             | Tempo    |
| 500 m            | Kong Xue                                                                       | 45"054   | Valérie Lambert                               | 45"416   | Lee Eun-byeol                                                                      | 59"793   |
| 1000 m           | Lee Eun-byeol                                                                  | 1'33"388 | Kim Min-jeong                                 | 1'33"563 | Marie Yoshida                                                                      | 1'33"734 |
| 1500 m           | Lee Eun-byeol                                                                  | 2'43"677 | Jung Ba-ra                                    | 2'43"985 | Li Jianrou                                                                         | 2'44"078 |
| Staffetta 3000 m | Corea del Sud Jeon Ji-soo Jung Ba-ra Kim Min-jeong Lee Eun-byeol Shin Sae-bom* | 4'18"097 | Cina Jin Jingzhu Kong Xue Li Jianrou Liu Yang | 4'19"136 | Ungheria Bernadett Heidum Erika Huszár Andrea Keszler Szandra Lajtos Rósza Darázs* | 4'19"529 |

* Atlete che non hanno partecipato alla finale

## Medagliere
| Posizione | Paese         | Oro | Argento | Bronzo | Totale |
| --------- | ------------- | --- | ------- | ------ | ------ |
| 1         | Corea del Sud | 5   | 3       | 3      | 11     |
| 2         | Cina          | 2   | 2       | 2      | 6      |
| 3         | Francia       | 1   | 0       | 1      | 2      |
| 4         | Canada        | 0   | 3       | 0      | 3      |
| 5         | Giappone      | 0   | 0       | 1      | 1      |
|           | Ungheria      | 0   | 0       | 1      | 1      |
| Totale    | Totale        | 8   | 8       | 8      | 24     |